# Aja Runge Holmegaard
Aja Runge Holmegaard (14 de mayo de 1990) es una deportista danesa que compitió en remo. Ganó una medalla de plata en el Campeonato Mundial de Remo de 2018 y una medalla de plata en el Campeonato Europeo de Remo de 2016.

## Palmarés internacional
| Campeonato Mundial | Campeonato Mundial     | Campeonato Mundial | Campeonato Mundial      |
| Año                | Lugar                  | Medalla            | Prueba                  |
| ------------------ | ---------------------- | ------------------ | ----------------------- |
| 2018               | Plovdiv (Bulgaria)     | Medalla de plata   | Cuatro scull ligero     |
| Campeonato Europeo |                        |                    |                         |
| Año                | Lugar                  | Medalla            | Prueba                  |
| 2016               | Brandeburgo (Alemania) | Medalla de plata   | Scull individual ligero |